# 淀川郁子
淀川 郁子（よどがわ いくこ、1904年 - 没年不明）は、英文学者。翻訳家。
長野県長野市生まれ。1925年女子英学塾（現津田塾大学）卒業。長野県立女学校に勤め、工藤好美と知り合い、妹が工藤と結婚する。
昭和のはじめに結婚するが、1951年夫が死去し、長野女子短期大学教授を十年間務め、その間工藤との共訳を出し、89歳でジョージ・エリオットの『ダニエル・デロンダ』を完訳した。

## 翻訳
- 「牧師館物語」全3巻（Scenes of Clerical Life、ジョージ・エリオット、工藤好美共訳、新月社、英米名著叢書）
『牧師館物語 1　エイモス・バートン師の不幸』 1947
『牧師館物語 2　ギルフイル氏の恋物語』 1948
『牧師館物語 3　ジャネットの悔悟』 1948
- 『フロス河畔の水車場』（The Mill on the Floss、エリオット、工藤好美共訳、河出書房、世界文学全集 十九世紀篇18） 1950
- 『サイラス・マーナー』（Silas Marner、エリオット、工藤好美共訳、河出書房、世界文学全集 第二期6） 1955
- 『とばりの彼方』（The Lifted Veil、エリオット、工藤好美共訳、筑摩書房、世界文学大系85） 1965
- 『ミドルマーチ』Ⅰ・Ⅱ（Middlemarch、エリオット、工藤好美共訳、講談社、世界文学全集30・31） 1975／講談社文芸文庫（全4巻）1998
- 『ダニエル・デロンダ』（全3巻）（Daniel Deronda、ジョージ・エリオット、松籟社） 1993
- 『ジョージ・エリオット著作集』（ジョージ・エリオット、文泉堂出版） 1994、復刻版（全5巻組）